# Nerea Mujika
Nerea Mujika Ulazia (Durango, 13 de junio de 1960) ha sido una agente cultural en el ámbito vasco, profesora de la Universidad de Deusto durante 42 años y presidenta de la Asociación durante 22 años, responsable de Durangoko Azoka, la Feria del libro y del disco vasco de Durango.

## Biografía
Nerea Mujika es licenciada en Geografía y doctora en Historia (en las Universidades de Navarra y de Deusto. Titulada de Grado Medio de Piano (1980).
Ha sido profesora titular de la Universidad de Deusto en los grados de Geografía e Historia desde 1983 y en la licenciatura de Filología Vasca desde 2008. Los últimos años ha impartido varias asignaturas en el grado de Turismo. En esa misma universidad fue directora del Instituto de Estudios Vascos desde 2011 hasta 2016.
Ha investigado la geografía y toponimia del País Vasco. Desde 1987 hasta 2009 dirigió el grupo investigación de Toponimia.
Desde 1996 hasta 2019 ha formado parte de la Comisión Especial de Toponimia del Consejo Asesor del Euskera del Gobierno Vasco.
Es miembro correspondiente de Euskaltzaindia (2021)
Desde 2003 hasta 2025 ha sido presidenta de la Asociación Gerediaga, cuya actividad pública más conocida es Durangoko Azoka, la Feria del libro y disco vasco de Durango, siendo su coordinadora y portavoz en los últimos años.
En 2015 fue miembro de la comisión académica del congreso Ikergazte, organizado por la Universidad Vasca de Verano, en las áreas de las Ciencias Sociales y el Derecho.
El 11 de noviembre de 2023 ha recibido el Premio Durango Sariak (Ayuntamiento de Durango) en reconocimiento a su destacada contribución al mundo de la cultura.
Su investigación más reciente ha sido Diagnóstico y nuevas líneas en el turismo cultural de Bizkaia.

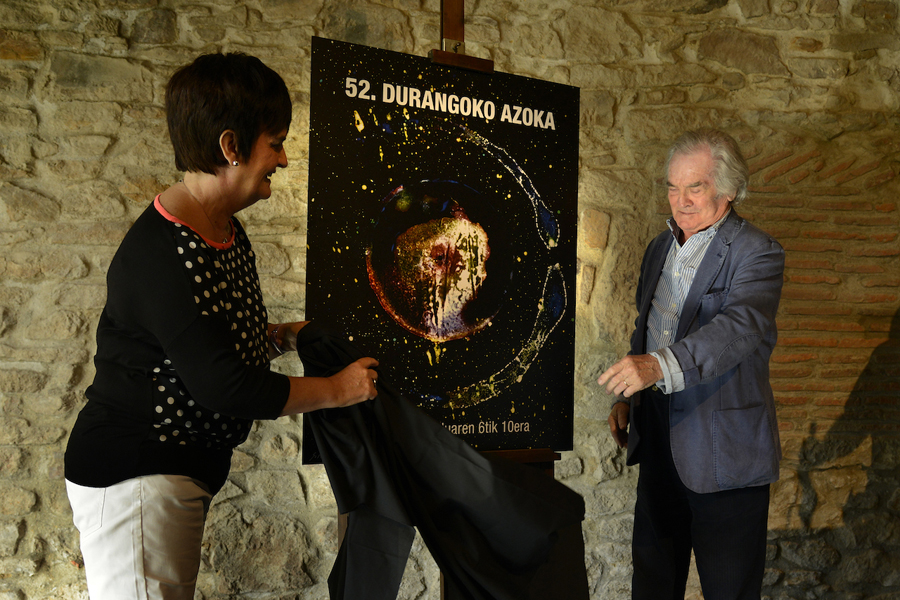
Nerea Mujika y Jose Antonio Sistiaga presentando el cartel del año 2017 de DA Durangoko Azoka.

## Obras
- Toponimia y Cartografía. Manual básico. (Gobierno vasco, 2002).
- El pasado reciente de Durango y su comarca (1960-1991) (Universidad de Deusto, 2005).